# Muñopedro
Muñopedro – gmina w Hiszpanii, w prowincji Segowia, w Kastylii i León, o powierzchni 87,21 km². W 2011 roku gmina liczyła 340 mieszkańców.